# Devin Druid
Devin McKenzie Druid (Virgínia, 27 de janeiro de 1998) é um ator norte-americano nascido em Chesterfield, Virgínia. Devin ficou conhecido pela participação na série da Netflix 13 Reasons Why. Onde deu vida ao personagem Tyler Down. Ele também esteve presente na série Olive Kitteridge, dirigida por Lisa Cholodenko onde interpretou Christopher Kitteridge. 
Devin desenvolveu um amor por se apresentar após receber uma ovação de pé em seu show de talentos da escola, o que lhe deu a oportunidade de servir como vocalista de uma banda de rock adolescente. 
Ele foi ainda influenciado por seu irmão mais novo, Aidan Fiske, que já estava se apresentando. No entanto, sua decisão final de entrar no ramo de atuação veio quando ele estava assistindo a um filme no Byrd Theatre, onde teve a absoluta certeza de amar tudo sobre a indústria cinematográfica e atuação, e decidiu que queria fazer parte dela.
E o tão esperado momento chegou quando Devin teve a chance de aparecer no documentário Trading Ages lançado em 17 de fevereiro de 2012, o ator tinha apenas 10 anos de idade. No entanto, Devin teve sua primeira estreia oficial como ator aos 11 anos de idade, quando interpretou Milo no curta-metragem Disgrace, dirigido por J. Casey Modderno ￼e lançado em 29 de maio de 2013, apenas um ano e três meses após sua aparição no Trading Ages.